# Isidore David
Pour l’article homonyme, voir Isidore David (préfet).
Isidore David, né le 7 mai 1805 à Clouet (Indre) et mort le 23 décembre 1892 à Écueillé (Indre), est un homme politique français.

## Biographie
Médecin, il est député de l'Indre de 1877 à 1885, siégeant à gauche. De 1881 à 1885, il est de le doyen d'âge de la Chambre.